# Pleugueneuc
Pleugueneuc is een gemeente in het Franse departement Ille-et-Vilaine (regio Bretagne). De plaats maakt deel uit van het arrondissement Saint-Malo. Pleugueneuc telde op 1 januari 2022 2.063 inwoners.

## Geografie
De oppervlakte van Pleugueneuc bedroeg op 1 januari 2022 24,52 vierkante kilometer; de bevolkingsdichtheid was toen 84,1 inwoners per km².

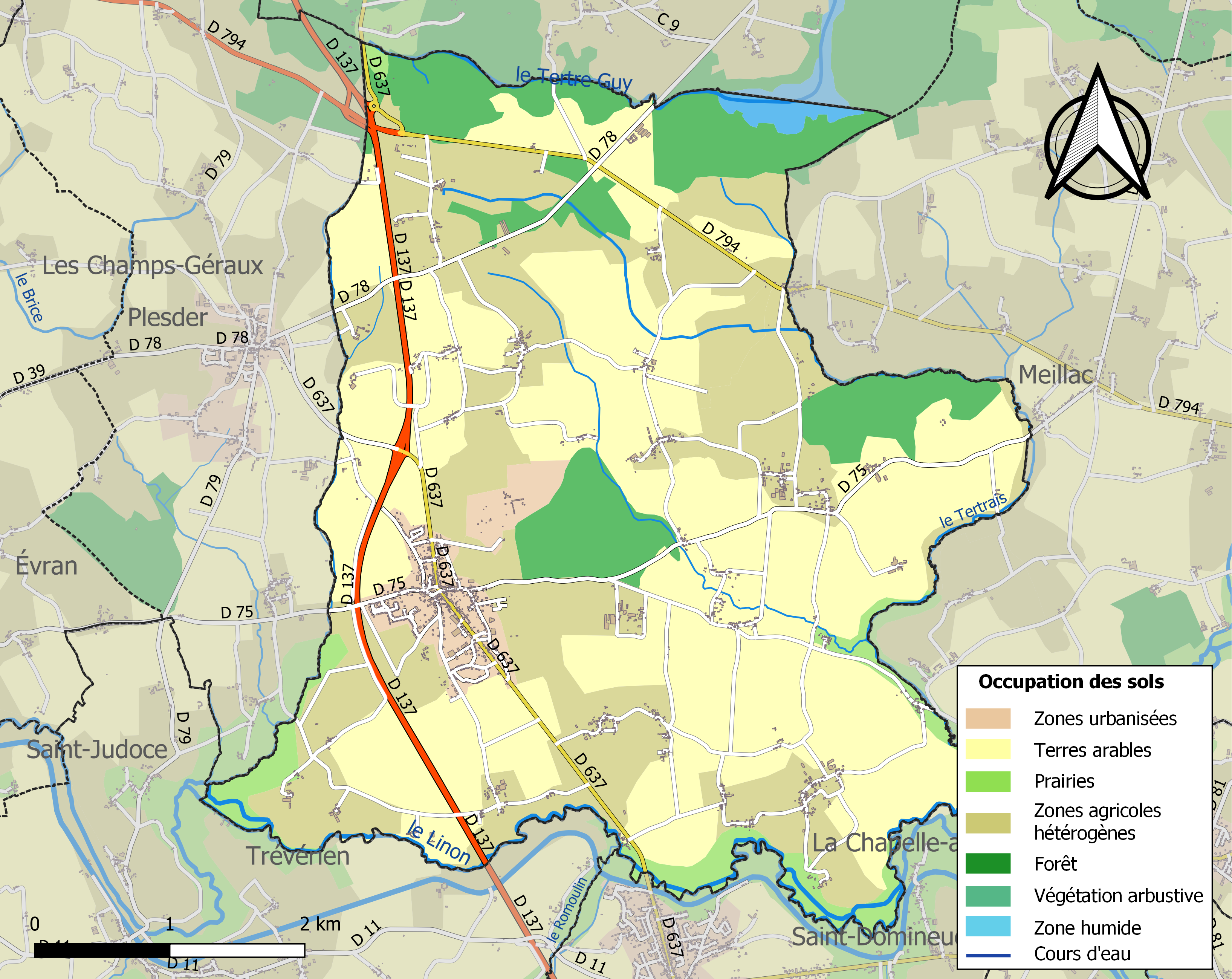
Kaart van de gemeente met belangrijkste infrastructuur, bodemgebruik en omliggende gemeenten

## Demografie
Onderstaande figuur toont het verloop van het inwonertal (bron: INSEE-tellingen).